# Heshun (Jinzhong)
Heshun (chinesisch 和顺县, Pinyin Héshùn Xiàn) ist ein chinesischer Kreis der bezirksfreien Stadt Jinzhong im Osten der Provinz Shanxi. Die Fläche beträgt 2.204 Quadratkilometer und die Einwohnerzahl 121.617 (Stand: Zensus 2020).
Der Yiji Shengmu-Tempel (Yiji shengmu miao 懿济圣母庙) steht auf der Liste der Denkmäler der Volksrepublik China.